# Sumphullæbe
Sumphullæbe (Epipactis palustris), ofte skrevet sump-hullæbe, er en 7-65 cm høj orkidé, der er udbredt over det meste af Europa og dele af Nordafrika og Nordasien. De op til 2,5 cm brede blomster, der sidder i en ensidig klase, har en hvidlig læbe med gule pletter. I Danmark findes arten i visse dele af landet i kalkrige moser og enge.

## Beskrivelse
Sumphullæbe har en krybende jordstængel med udløbere. Stænglen, der er dunet øverst, bærer æg-lancetformede blade. Blomsterne sidder i en ensidig endestillet klase og er 1,5-2,5 cm i bredden. De ydre blosterblade er rødbrune, mens de indre er blegrøde. Læben er hvidlig med røde årer og gule pletter og frynset i randen. Blomstringen sker i Danmark i juni-juli.

## Voksested
Sumphullæbe findes over det meste af Europa bortset fra de nordligste egne og visse områder ved Middelhavet. Mod øst når den det østlige Tyrkiet, Rusland, Krim, Kaukasus og Iran. Arten vokser i moser, fugtige klitlavninger og heder, oftest i tætte bestande. Den ses op til 1600 moh.
I Danmark er den ret sjælden i Nord- og Østjylland samt på Øerne, hvor den findes i kalkrige enge, væld og kær. I Skandinavien har den en sydlig udbredelse, hvor den foruden Danmark er almindeligst i Skåne og på Gotland, men sjældnere længere mod nord.
| Portal | Portal:Botanik |